# Pidonia semiobscura
Pidonia semiobscura är en skalbaggsart som beskrevs av Maurice Pic 1902. Pidonia semiobscura ingår i släktet Pidonia och familjen långhorningar. Inga underarter finns listade i Catalogue of Life.